# Кедайняй
Кеда́йняй (лит. Kėdainiai, пол. Kiejdany), або ж Кейдани (традиційна українська назва) — місто в центральній Литві, в Каунаському повіті,  по обидва боки Невежиса, за 51 км на північ від Каунаса. Кедайняйський районний муніципалітет і районний центр.
Старе місто занесене до реєстру культурної спадщини як пам'ятка містобудування державного значення. Тут є 4 церкви та 1 костел (католицькі - Кейданська церква Св. Йосипа та Кейданська церква Св. Георгія, а також Кейданська євангелічно-лютеранська церква та Кейданська євангельсько-реформатська церква, Кейданська церква Преображення Господнього). Біля залізничної станції Кедайняй стоїть Монумент Незалежності Литви. Важливий промисловий (переважно хімічний і харчовий), а також транспортний вузол. Є два поштових відділення. День народження міста святкують 8-10 серпня. 

## Етимологія
Літопис Германаса Вартберга згадує поселення «Гайдине», Ян Длуґош згадує «Кейдани». Пізніші джерела також називають місто по-різному — «Кейдайні», «Кейдани», «Кейдони» тощо. У 17 ст. згадується під назвою — «Kėdainys», у XX ст. між війнами — «Кедаіанія».
Вважається, що назва міста походить від множини власного імені – прізвища «Kėdainis». Це прізвище, у свою чергу, походить від дієслова «kēdoti» («розсипати, перевертати»).. Однак легенда говорить, що назва походить від купця Кейдангена, що походив з Куршаса, який нібито заснував невелике рибальське село.

## Історія

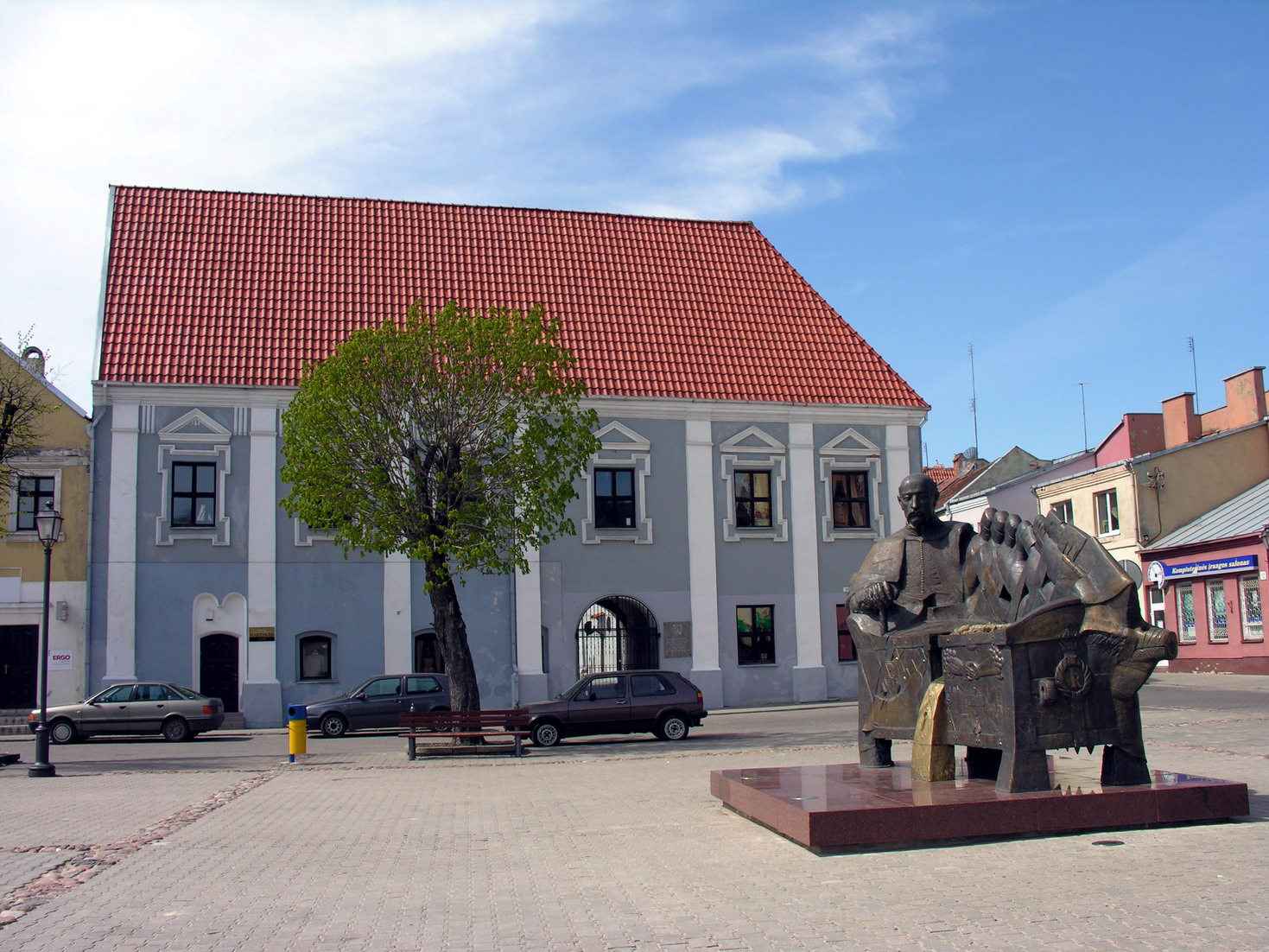
Міська ратуша

Коли в околиці прибули перші жителі, невідомо. Про їхнє існування свідчать поодинокі й переважно випадкові артефакти кам’яної доби: шліфовані кам’яні сокири, різноманітні знаряддя праці з кременю та кістки.

### Місто купців

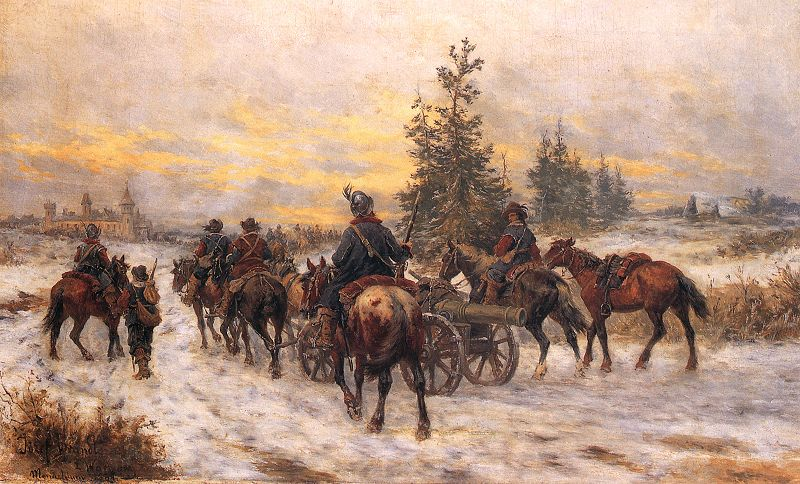
Шведський похід на Кейдани. (Картина художника Юзефа Брандта)

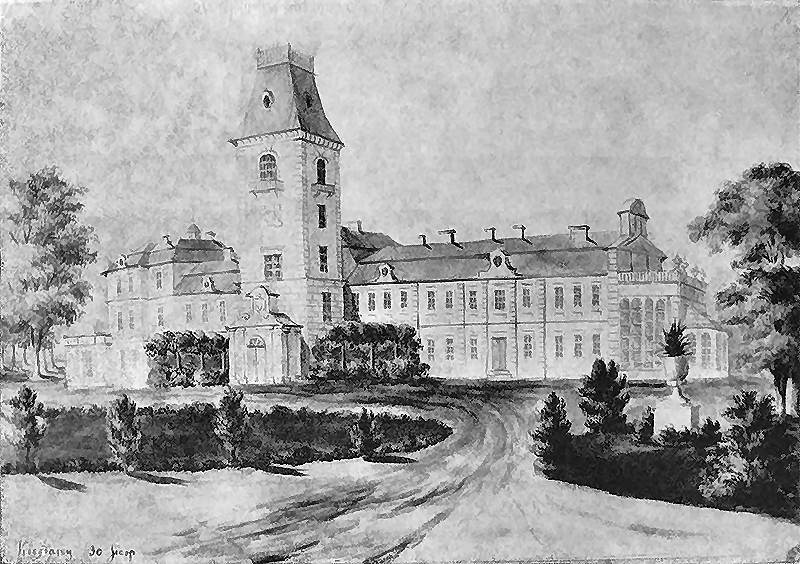
Маєток Радзивілів, 19 ст.

Кейдани вперше згадуються в письмових джерелах (у хроніці Г. Вартберґе) у 1372 році. Згідно з легендою, назва Кейдани походить від імені багатого купця Кейдангена, який прибув з Куршської коси і заснував невелике рибальське селище. Археологічні розкопки довели, що Кейдани виросли з невеликого поселення рибалок і землеробів, яке на початку 14 ст. вже розташовувалося на правому березі Невежиса. На північ від того села ріс величезний гай, де було язичницьке капище. Його зруйнували хрестоносці, а на його місці в 1403 р. тевтонці збудували мурований костел. 
Точний час заснування міста невідомий. Припускають, що перший власник міста Остік Радзивіл приблизно в XV ст. побудував маєток на крутому мальовничому лівому березі Невежиса. Під маєтком (про який згадує Ян Длугош у XV ст.) у XV ст. було збудоване місто. У середині 19 ст. торговельні шляхи пролягали з Вільнюса до Расейнюса, важливого центру Жемайтії того часу, із Каунаса до Риги та Шяуляя. На узбіччі цієї дороги, біля гирла потоку Смілги, виникла ринкова площа, яка нині називається Старий Ринок. У 1520 р. тут було вже 145 житлових будинків і близько 1160 жителів, проводилися ринки та збиралися ринкові податки.
Власниками міста були Радзивіли. Частина представників роду, зокрема, Криштоф Радзивіл, його син Януш були кальвіністами, у місті існував кальвінський збір.
В 1535 р. після призначення власника Кейдан князя Яна Радзивіла жмудським старостою місто стало адміністративним центром Жмуді. Економічна та комерційна діяльність Кейдан пожвавилася в 1568 р. У 1581 сейм Гардіна отримав право розвивати морську торгівлю на річці Невежис. Варшавський сейм узаконив вільний порт у новому передмісті Сконгалі, а в 1585 р. затверджене положення про міських ремісників. З 1574 під час правління Януша Кішки в Кейданах проводилися генеральні сейми жмудської шляхти. 15 квітня 1590 р. король Сиґізмунд III Ваза надав Кейданам маґдебурзьке право, а також право проводити суботні ринки, три щорічні ярмарки, будувати крамниці для міщан і зберігати модельні ваги, міри довжини. Затверджено також перший герб Кейдан із символікою роду Кішок: у лазуровому полі герба зображено срібну підкову з трьома золотими хрестами; в середині підкови два лосося, звернені в протилежні сторони. Наприкінці 16 ст. тут збудована перша мурована ратуша в готичному стилі.
Протягом 1598 внаслідок пожежі згоріло 196 житлових будинків, а 1600 відбулося 59 пожеж. Проте вже в 1604 у Кейданах було 348 житлових будинків і близько 2800 жителів. На той час у місті працювало аж 104 шинки: 82 пивних, 21 горілчаний і один з медовухою. З 1614 Кейдани знову належали представникам протестантської біржайсько-дубінської гілки роду Радзивілів. Під правлінням великих гетьманів литовських і віленських воєвод — Криштофа Радзивіла та його сина Яна (1612-1655) місто переживало економічний і культурний підйом. У першій половині 17 ст. в Кейданах було 10 ремісничих майстерень, в яких працювало близько 300 майстрів. У місті діяли цехи кравців, гончарів, шкіряників, ковалів, ткачів, шевців, теслярів, різників і купців. 24 серпня 1627 Криштоф Радзивіл підтвердив старі вольності міста Кейдани і надав йому новий герб, на якому використано геральдичні фігури двох родів, що правили містом – Радзивілів і Кішок: на золотому тлі орел з чорними крилами тримає в пазурах сталеву підкову Кішок із трьома золотими хрестами на лазуровому тлі.

### Подвійне місто

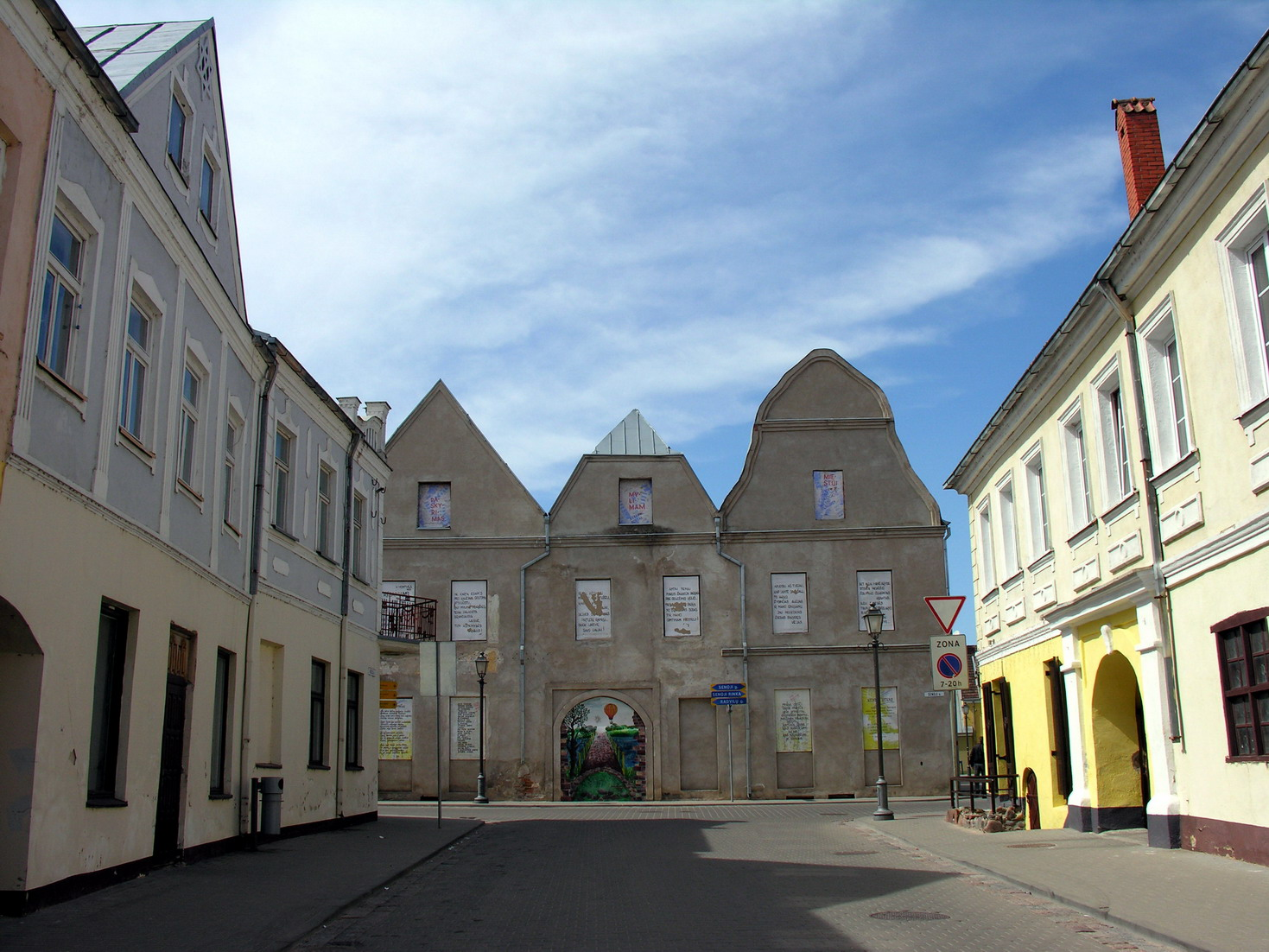
Головна вулиця

В 1629 році на садибних полях у західній частині Кейдан оселилися німецькі євангелісти-лютерани, які були звільнені від податків на десять років. Близько 80 сімей іммігрантів оселилися в новому районі міста Йонушава.  
28 квітня 1648 правитель Литви Владислав Ваза підтвердив право Йонушави влаштовувати ринки, мати власного старосту та окремий герб. Він складався з ініціалу «І» на синьому полі та червоної княжої шапки над ініціалом на жовтому полі. У Кейданах почали існувати дві юридично легалізовані громади: Старі Кейдани, засновані євангельськими реформаторами, і Йонушава, або Нові Кейдани, де мешкали німецькі євангельські лютерани. В історії литовських міст це другий випадок після Трок, коли в одному місті існували дві юридично визнані громади. Крім того, у 1648 в південній частині Кейдан біля ринку Книпава оселилися православні росіяни. В 1652 р. Ян Радзивіл збудував у південній частині Книпави дерев’яну церкву і заснував при ній монастир. У 1655 у Кейданах було близько 500 житлових будинків, понад 4 тис. населення. В 1667 маєток Кейдани належав князю Яну Радзивілу, воєводі віленському (534 селяни).

### Управління

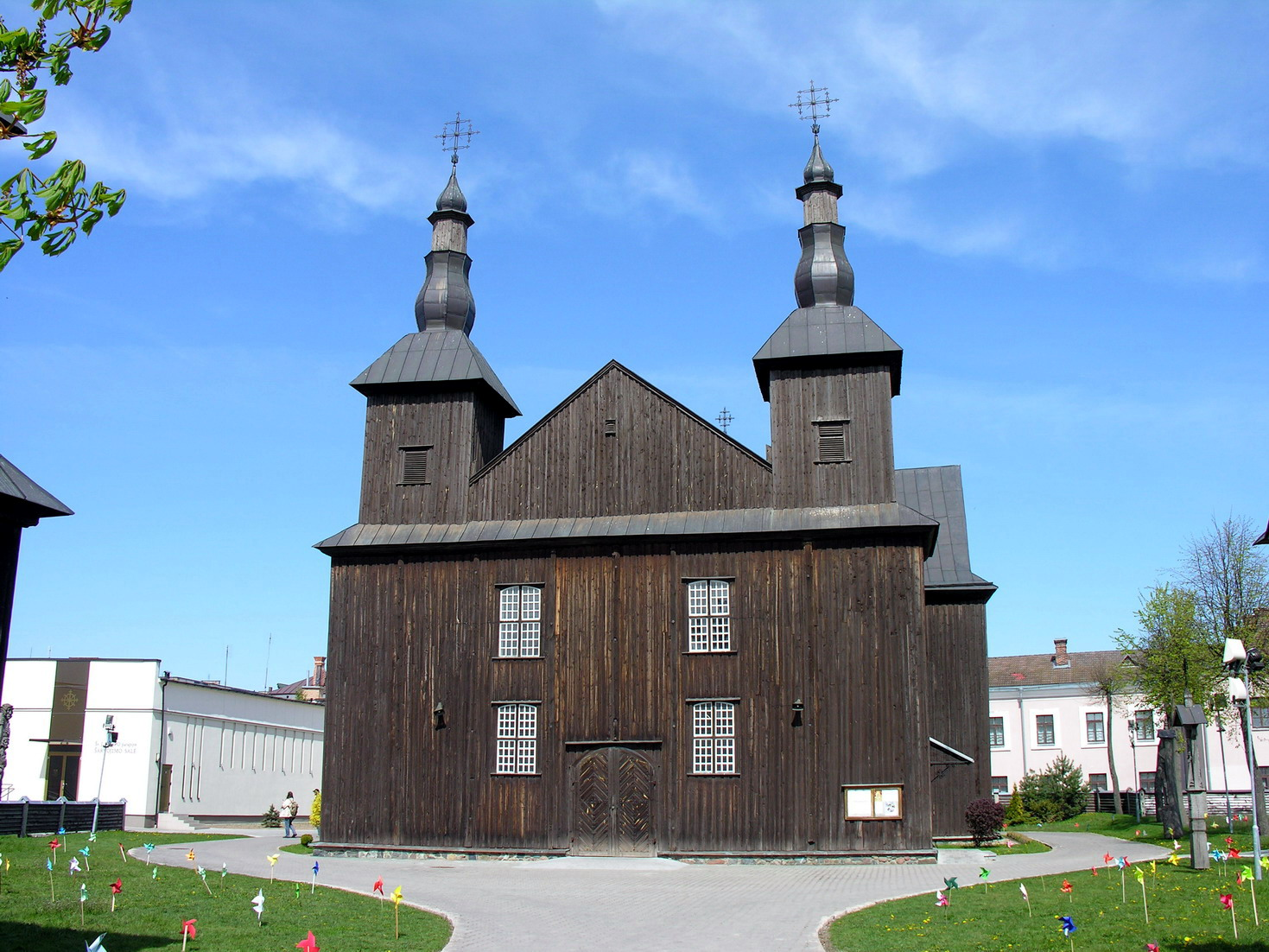
Св. Костел Йосипа

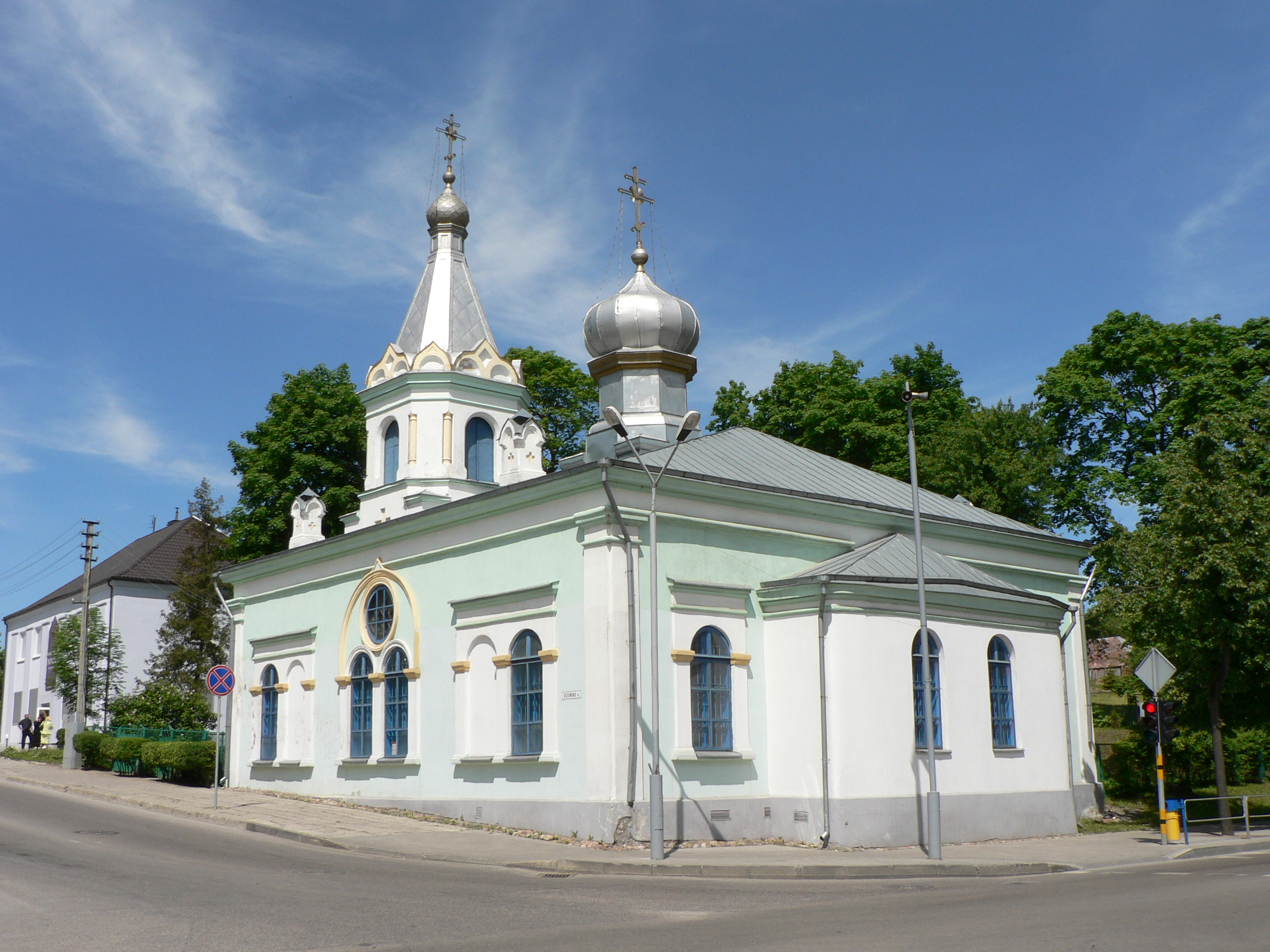
Кейданська церква

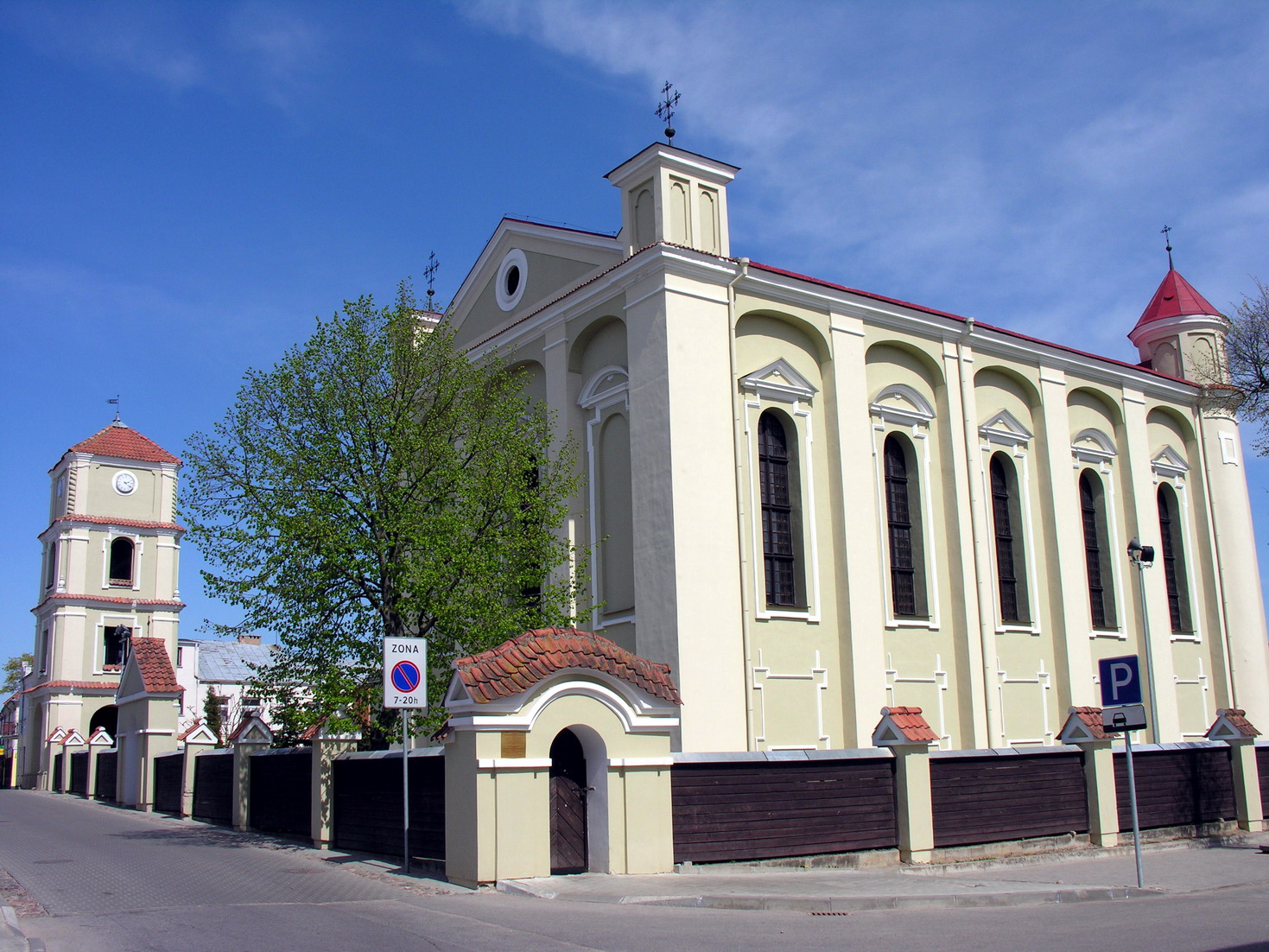
Євангелічно-реформована церква

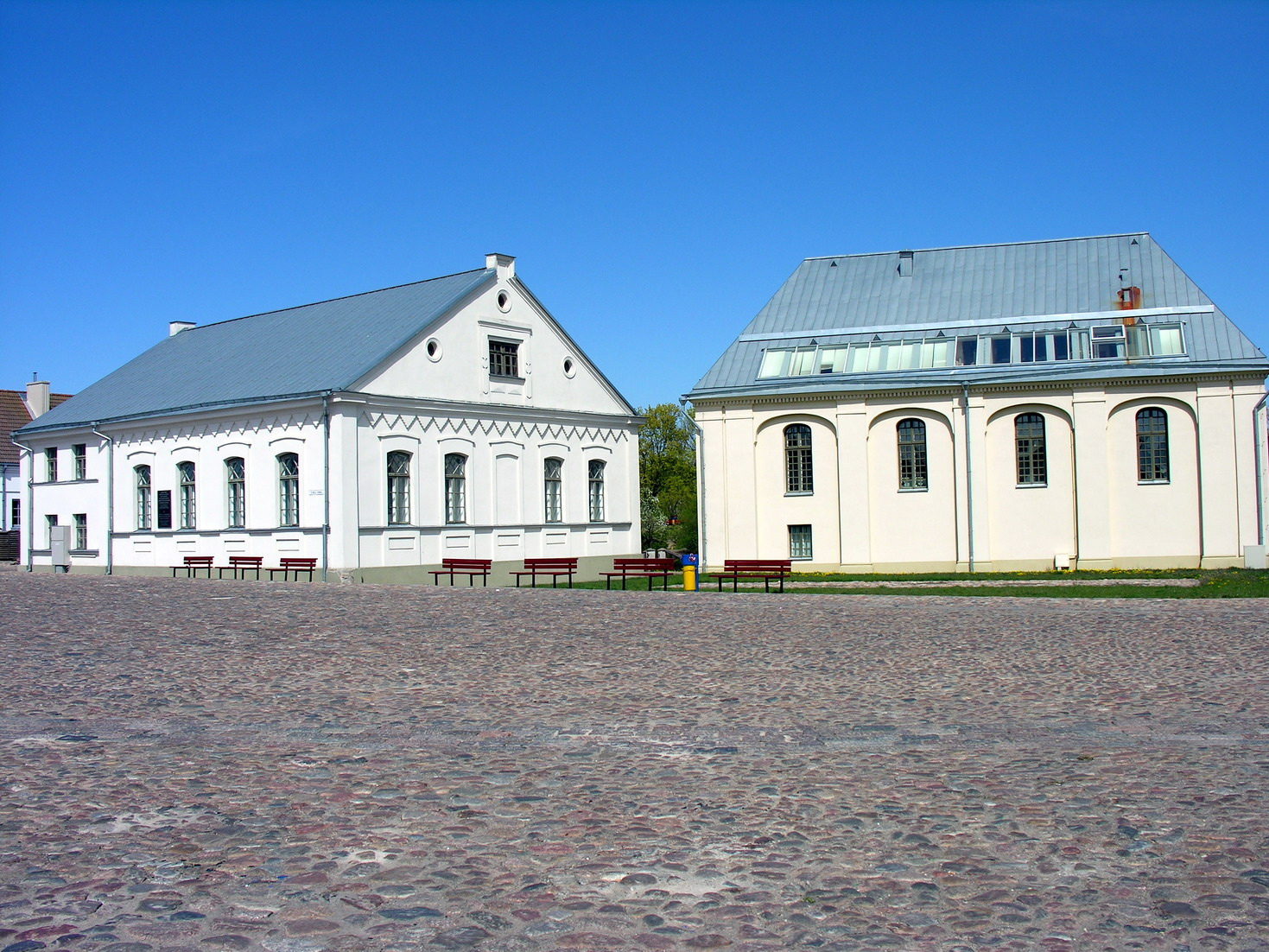
Старе місто Кейдани, вид на синагогу

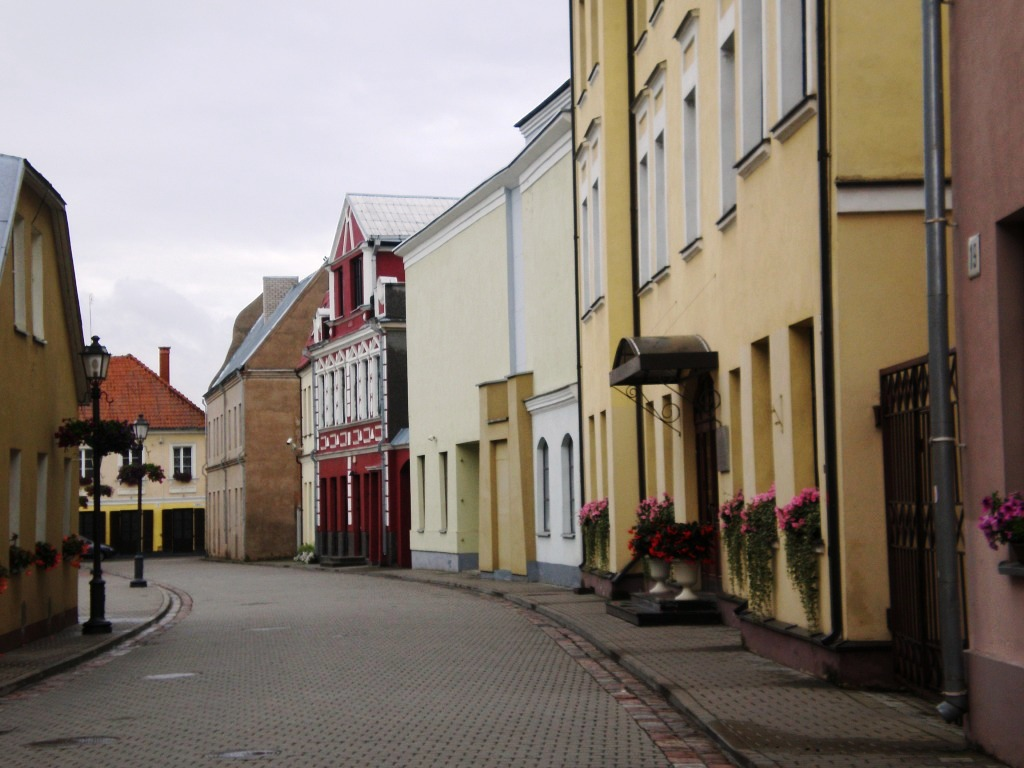
Головна вулиця старого міста

Містом керував і управляв обраний громадянами Магістрат, який складався з 18 осіб: війт, 3 бурмістри, 4 надвірних радників, писар, скарбник, підскарбій, пристав і декан гільдій. Членами магістрату могли бути громадяни всіх віросповідань і національностей, що в Кейданах можна було отримати лише шляхом присяги князю та магістрату.
На головних дорогах до Кейдан стояла міська брама, яку вночі охороняла сторожа, складена з городян, і тих, хто прибув та отримав реєстрацію. Усі громадяни були зобов'язані брати участь у грошових поборах, військових навчаннях і процесіях. Князі Радзивіли опікувалися соціальними потребами міщан, тому в 1629 для незаможних жителів було побудовано 3 лікарні і дитячий будинок. У місті була заснована одна з перших аптек у Литві. Відомо, що в 1636 р. тут працював аптекар Еліус.
Громадяни різних релігійних конфесій були під захистом угоди про мирне співіснування, підписаної у 1627 р. Криштоф Радзивіл та віленський єпископ Євстахій Волович, які його підписали, визнали рівність євангельської, реформаторської та католицької віри.
Розквіт Кейдан був перерваний у 1654–1660 війнами з Російською імперією і Швецією. Після того, як російське військо зайняло майже все Велике князівство Литовське, у серпні 1655 в місті почалися перемовини з представниками шведського короля Карлом X Густавом щодо капітуляції Швеції. Перемовини закінчилися в 1655 р. 20 жовтня з підписаним актом, за яким ВКЛ припинило унію з Польщею та утворило нову унію зі Швецією. З литовського боку унію підписав Ян Радзивіл.

### Кризовий рік
З 1659 р. двоюрідний брат і зять Яна Радзивіла, прусський генерал-губернатор Богуслав Радзивіл (1620–1669) почав правити Кейданами. Він намагався відродити зруйноване війною місто: надав нові привілеї на торгівлю і судноплавство, затвердив нове управління містом і правила господарювання. Проте торгівля міста занепала, і більшість городян виїхала закордон. У 1663 в Кейданах було лише 40 заселених ділянок і п’ята частина — ремісники, які жили тут раніше. Наприкінці 17 століття місто, що відроджувалося, було спустошене великою пожежею: згоріло близько 100 житлових будинків, бібліотека. 1701 і 1704 місто було оточене шведськими військами. З 1709 до 1711 у місті лютувала чума. Під час цього загинуло багато жителів Кейдан і околиць. Лише в середині 18 ст. Кейдани почали відроджуватися: збільшувалося населення, зросла кількість купців і ремісників. В 1765 у Кейданах було близько 300 будинків, понад 2150 жителів, 16 майстерень.
Після розпаду Литовської та Польської держав наприкінці XIX століття всі міста ВКЛ втратили своє самоврядування, включно з Кейданами. У 1795 наказом генерала російської армії А. Тормасова міський магістрат було ліквідовано. Замість нього в Кейданах призначали суддю та засідателя, які мали вирішувати справи мешканців усіх релігій та національностей. Однак власник міста Домінік Єронім Радзивіл (1786–1813) частково відновив самоврядування. Згідно з його вказівками, міщанам дозволялося обирати 5 осіб, які були зобов’язані виконувати функції князівської адміністрації.
У 1811 Кейдани стали власністю графа Францішка Чапського. За його наказом місту було залишене самоврядування. Однак у 1817 рішенням Расейняйського повітового суду Кейданську волость було скасовано, а місто стало центром повіту. Під час Листопадового повстання 1830 — 1831 рр. повстанці захопили місто і відбулася битва під Кейданами, під час якої багатотисячна армія царської Росії не змогла перемогти повстанців. Після придушення січневого повстання 1863 р. Кейданський маєток було конфісковано. Його власника Маріяна Гутен-Чапського звинуватили в підтримці повстання і заслали до Сибіру. У 1866 маєток перейшов до генерала російської армії, військового інженера графа Едуарда Тотлебена(1818–1884). У 1871 через північну частину міста була побудована залізниця Лієпая-Ромни. Вона сполучала Кейдани з іншими містами Російської імперії. 1886 садиба була відокремлена від міста, Кейдани відновили самоуправління.
На кінець 19 століття в Кейданах було 674 будинки, 6113 мешканців. У місті було 50 різних майстерень і 140 крамниць. У той час Кейдани славились кінськими ринками. Садівники Кейдан, почали вирощувати огірки, і відтоді Кейдани стали відомими як огірковий край.

### Відродження

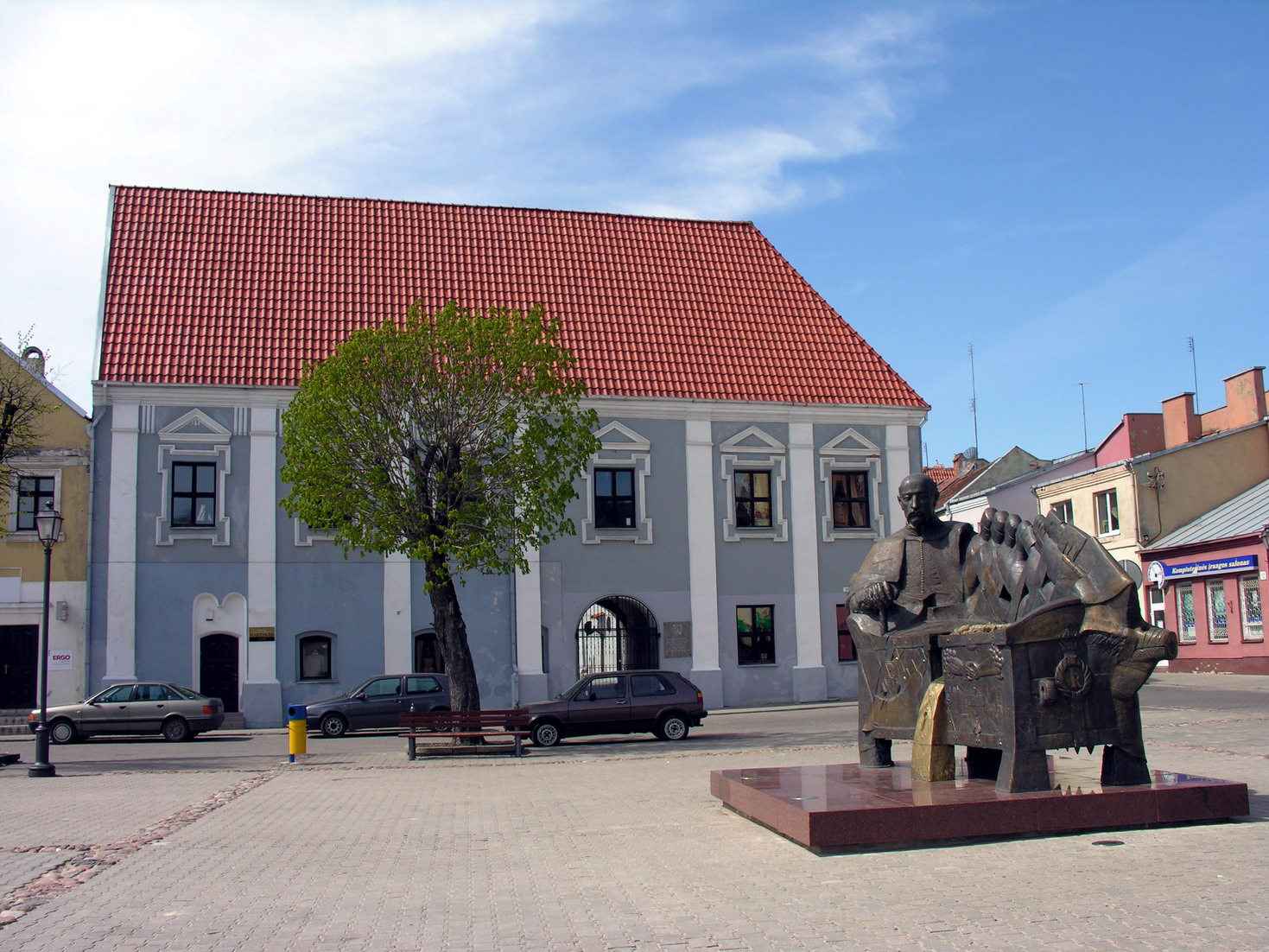
Кейданська ратуша та пам'ятник Радзивілам

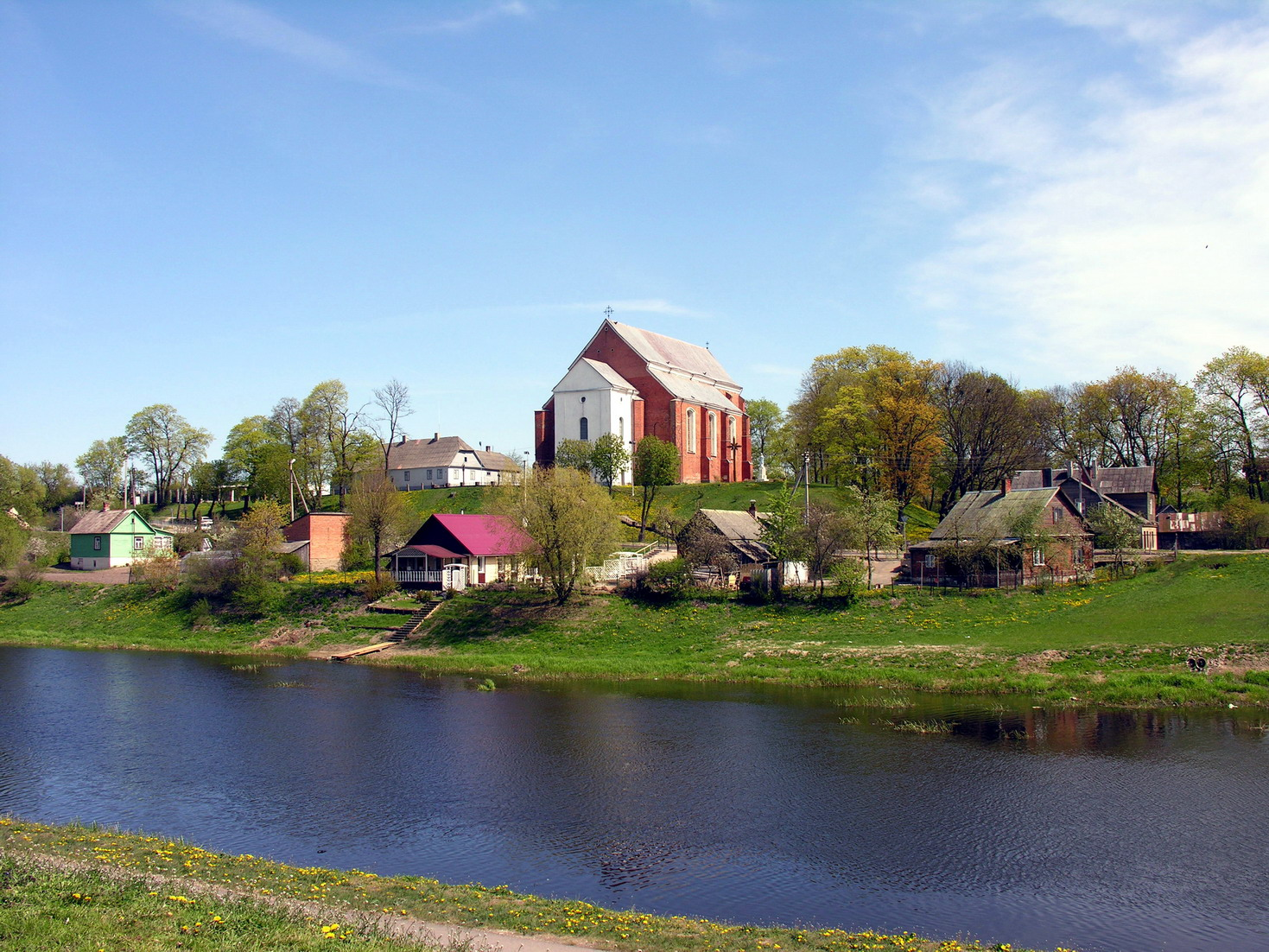
Кейдани. Вул. Георгія і р. Невежис

7 лютого 1919 під Кейданами відбулися перші бої визвольної боротьби, в яких загинув місцевий уродженець Повілас Лукшис – перший загиблий литовський доброволець. Бої зупинили наступ більшовиків на тимчасову столицю Каунас.
У рік незалежності Кейдани стали центром повіту і були віднесені до першокласних міст. Місто росло і розширювалося: 1923 у Кейданах було 7415, а в 1939 – 8622 жителів. Однак у 14 червня 1941, після окупації Литви Совєцьким Союзом, багато жителів міста та його околиць були заслані окупаційною адміністрацією до Сибіру. У липні 1944 , відступаючи, німці підірвали колишній палац графа Е. Тотлебена, гімназію, повітову лікарню і банк, мости. 3 серпня 1946 Кейдани стали центром округу, в 1950 - у віданні району. Після Другої світової війни Кейдани розвивались як промислове місто, особливо в хімічній промисловості: 1963 — хімічний комбінат, біохімічний завод, побудований цукровий завод, зернопродуктовий комбінат, завод електроустаткування. Населення швидко зростало: 1959 у місті налічувалося 10,6 тис. населення, а в 1972 - 23,6 тис населення.
Влітку 1988 в Кейданах відбувся мітинг литовського руху після прибуття колони велосипедистів на чолі з підписантом акту від 11 березня Рімантасом Астраускасом, який вимагав скасування пакту Молотова — Ріббентропа, і закликав людей домагатися незалежності. Невдовзі литовські зелені на чолі з Саулюсом Гріцюсом організували акцію протесту – годину мовчання на аеродромі ВПС СРСР. Восени 1988 в Кейданах, на хімічному заводі, відбувся перший Литовський Зелений Конгрес. Завдяки його зусиллям на заводі закрили стару лінію з виробництва сірчаної кислоти. Незабаром після цього кількість випадків раку легенів у Кейданах значно зменшилася.
Відповідно до Основного Закону про місцеве самоврядування, схваленого 12 лютого 1990 Кедайняйському району було присвоєно статус муніципалітету вищого рівня. З 24 березня 1990 знову обирається Кедайняйська районна муніципальна рада. 1991 затверджено новий герб Кейдан.
У 2009 р. Кейдани поділено на 11 районів (Бабенай, Ляуде, Науйойі, Парко, Пергале, Радвіле, Сенамієстіс, Смілга, Статибінінкай, Тайка, Жемайте).

## Частини міста

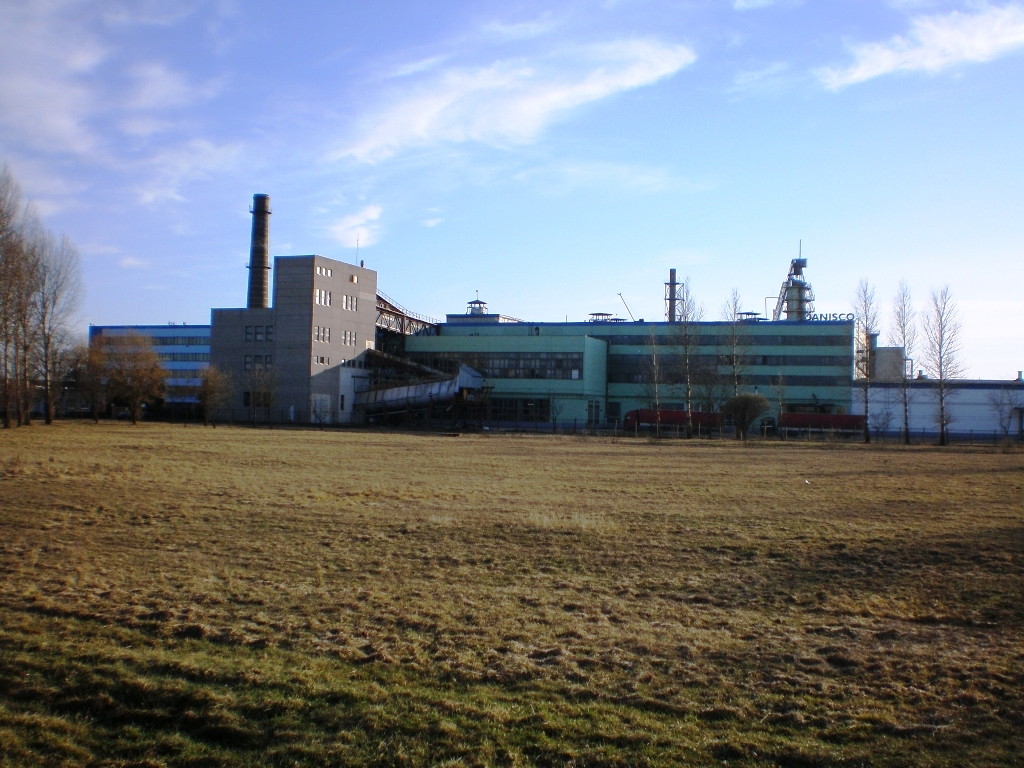
Цукровий завод Danisco Sugar

Основними частинами міста Кейдани є Бабенай (на півночі), Йонушава (на заході) і Старе місто Кейдани в центрі. Інші частини міста насправді є невеликими кварталами, утвореними з колишніх сіл або промислових зон.
- 'Юстинава' — район колективних садів на півночі Кейдан.
- 'Віляйняй' - частина міста Кейдани на лівому березі Невежиса, на південь від поселення Віляйняй і дороги на Ариставу. Найважливіша вулиця - Шетос. Переважає власна забудова досовєцького та совєцького періоду. Є кілька багатоквартирних будинків. Створені малі підприємства. Є політехнічне відділення Кедайняйського центру професійного навчання.
- 'Промисловий район' («Забєліскіс») - південно-східна частина Кейдан, між дорогами Йонава-Шедува і Кедайняй-Бабте, біля річки Обеліс. Тут розташовані підприємства виключно обробної промисловості: АТ Lifosa, ПАТ "Kemira Lifosa", AТ "Kėdainių grūdai", цукровий завод, AТ "Progresas", ПАТ "Medžio plaša", ПАТ "JGB". Також є склади ПАТ "Norfos mažmena" (у колишньому Кедайняйському заводі електрообладнання), автобусний парк, пекарня, нові будівлі ПАТ "Natūrali oda". Нове сміттєзвалище Забєлішкіса і шахти фосфогіпсу AТ "Lifosa" розташовані вздовж промислового району. Найважливіші вулиці: Pramonės, Metalistų, Biochemikų.

## Економіка

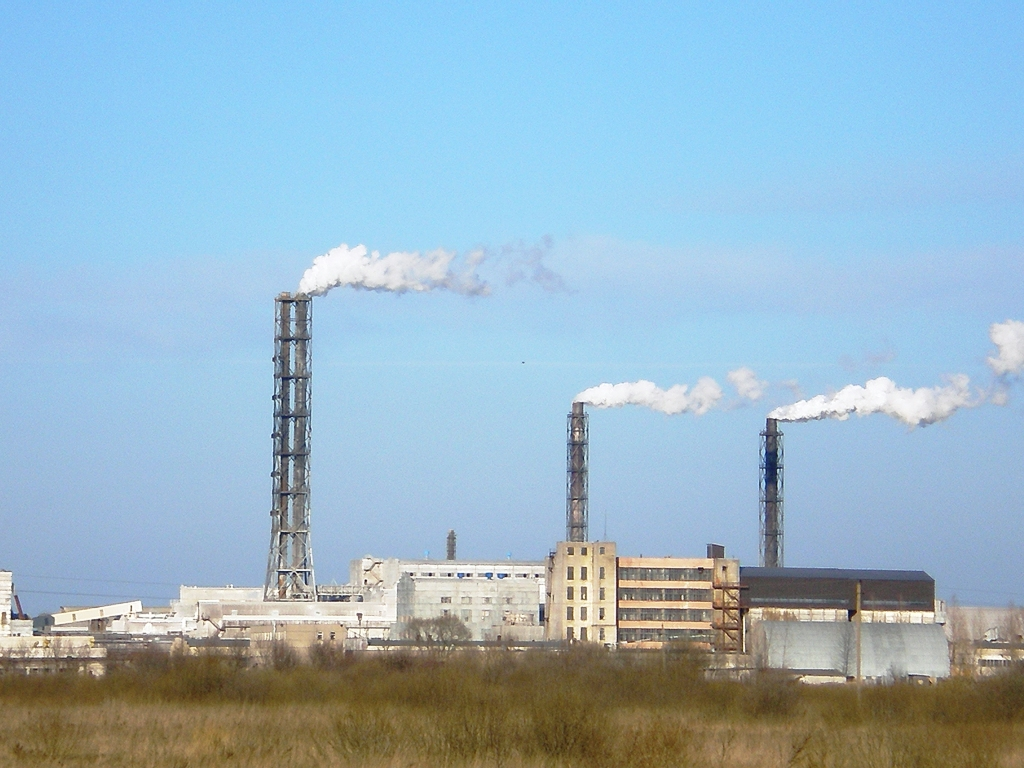
AТ „Lifosa“

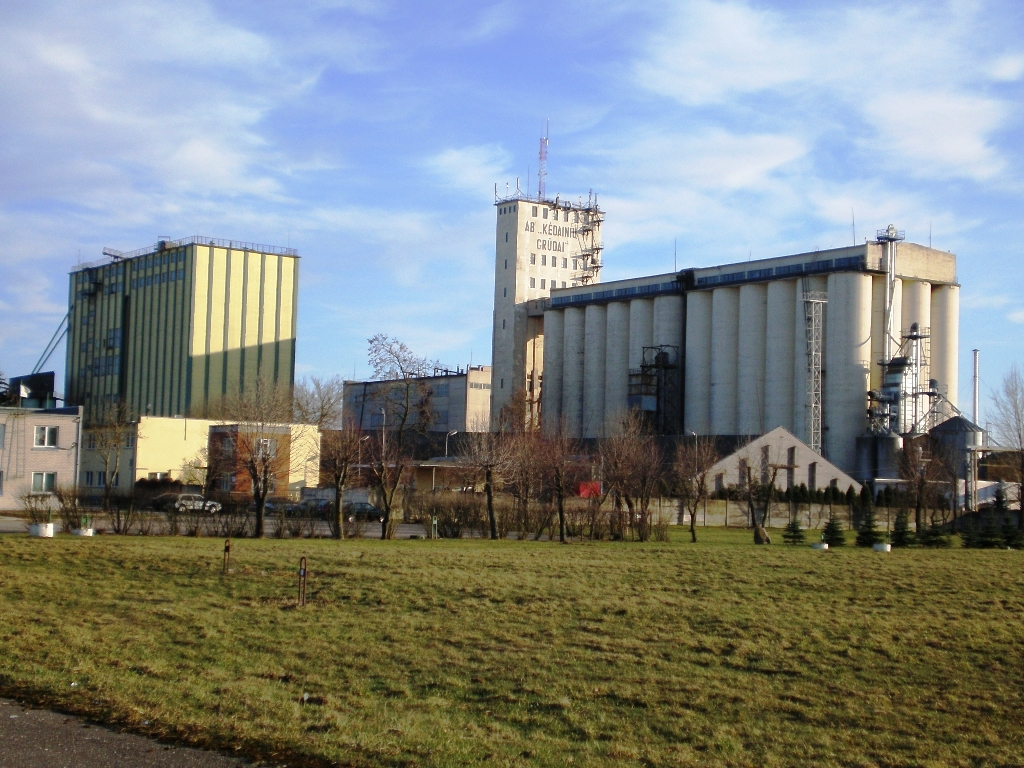
AТ „Kėdainių grūdai“

Кейдани є важливим центром хімічної промисловості країни. АТ «Ліфоса» виробляє мінеральні добрива, продукція експортується в країни Західної Європи та СНД
У Кейданах також розвинена харчова промисловість. Прибутково працюють підприємства з виробництва консервів, м'яса, хліба, морозива, зерна, цукру, продукцією яких користуються споживачі по всій Литві і за кордоном. Є також підприємства металообробної, шкіряної та деревообробної промисловості. У перші роки Незалежності було створено великий нафтопродуктовий термінал ПАТ "Lukoil Baltija".
У Кедайняйському районі успішно працює декілька сільськогосподарських компаній. Місто славиться традиціями вирощування огірків. Рівень зайнятості в Кейданах високий - відсоток безробіття нижче природного рівня (у 2006 році він становив близько 4%).
Найважливіші компанії в галузі:
- АТ «Ліфоса» – мінеральні добрива
- ПАТ "Vesiga" – соуси та майонези
- ПАТ "Laumetris" – виробництво сільськогосподарської техніки; металеві конструкції (Keleškiai)
- ПАТ "Progresas" - металоконструкції
- ПАТ "Kemira Lifosa" – хімічне виробництво
- AТ "Nordic Sugar Kėdainiai" – цукрова промисловість
- ПАТ "Kėdainių duona" - хлібобулочні вироби
- ПАТ "Međios pláta" - деревообробна промисловість
- ПАТ "JGB" – виробництво меблів
- Концерн Віконда:
- ПАТ "Вікеда" - морозиво
- АТ "Kėdainiai grūdai" - корми, продукти харчування
- інші компанії.

Крім того, AТ Krekenavas Agrofirma (м’ясна продукція) та ПАТ Kėdainių konservų fabrikas (овочеві консерви) розташовані поблизу міста, у селах Mantviloniaių та Šingalių. 

## Відомі люди
- Криштоф Радзивіл — власник міста, кальвініст;
- Януш Радзивіл — його син, спадкоємець, був перепохований у кальвінському зборі тут[4].